# ATM 85–92
Die Reihe 85–92 der Società Trazione Elettrica Lombarda (STEL), später in der Azienda Trasporti Milanesi (ATM) aufgegangen, waren Straßenbahnfahrzeuge, die auf den Mailänder Überlandstraßenbahnen eingesetzt wurden.
Sie wurden 1928 von den Reggiane geliefert und erhielten auf Grund von ihren Herkunft den Spitznamen „Reggio Emilia“. Sie hatten einen Holzaufbau, vergleichbar denen der Reihe 44–49, die wenige Jahre vorher gebaut wurden.
Die „Reggio Emilia“ hatten eine spezielle elektrische Ausrüstung, die sie sowohl für den Einsatz mit 600 Volt Gleichstrom auf den traditionellen Straßenbahnabschnitten, wie auch für die höhere Spannung von 1200 Volt auf den Adda-Linien befähigte. Der Wagen Nummer 88 wurde allerdings nur für den 600-Volt-Betrieb ausgerüstet. Die Mehrsystemfahrzeuge wurden auf den Linien Milano–Vaprio und Milano–Vimercate eingesetzt.